# Govern ombra
Un govern ombra, govern a l'ombra o gabinet a l'ombra en els sistemes de Westminster de govern és un conjunt d'integrants del parlament pertanyents al partit de l'oposició que, dirigits pel líder de l'oposició, conformen un gabinet alternatiu al governant amb el deure legal de ser oposició. Cada un d'ells és portaveu de la cartera que representa i s'ha d'enfrontar al titular del càrrec en cada un dels ministeris. El govern ombra es reuneix setmanalment com l'oficial, té reunions programàtiques i els seus components defineixen l'estratègia sobre com s'enfrontaran els temes que es discutiran al parlament, per atacar el govern i convèncer l'opinió pública que ells són una millor opció.

## Regne Unit, Canadà i Nova Zelanda
Al Regne Unit, Canadà i Nova Zelanda el principal partit de l'oposició i el seu gabinet a l'ombra s'anomena oficialment la Lleial Oposició de Sa Majestat. S'utilitza l'adjectiu "lleial", perquè el paper que assumeix l'oposició és oposar-se al Govern de Sa Majestat però no posar en dubte el dret del sobirà al tron i, per tant, a la legitimitat del govern.
En d'altres països on es també s'aplica el Sistema Westminster (com Austràlia o Nova Zelanda), el gabinet a l'ombra és conegut simplement com The Parliamentary Opposition (l'"Oposició Parlamentària").
En alguns partits com el Partit Laborista britànic i el Partit Laborista d'Austràlia els membres del gabinet a l'ombra es trien per votació interna primer triant al líder que posteriorment designa el seu equip.

## Altres països
Al marge dels països que apliquen el sistema de Westminster, alguns partits polítics han adoptat pràctiques similars al que denominen "equips d'experts" (Kompetenzteam) o (Spitzenteam) a Alemanya, contragovern a França, etc. A Espanya el principal partit de l'oposició pot nomenar entre els parlamentaris portaveus dedicats a àrees específiques per tal que donin la rèplica al ministre de cada àrea o perquè participin en les diferents comissions temàtiques.
A Catalunya s'ha utilitzat a partir del segle XXI després que Pasqual Maragall s'imposara en vots però no escons a les eleccions al Parlament de Catalunya de 1999, i posteriorment en el govern d'Ernest Maragall a l'Ajuntament de Barcelona, o el de Salvador Illa a la Generalitat de Catalunya.
Al País Valencià s'utilitza arran de les eleccions a les Corts Valencianes i les eleccions municipals del 2023, on Ximo Puig impulsa un Consell Alternatiu, i Joan Ribó i Papi Robles, de Compromís, constituïren el Govern Alternatiu de València.